# Blood on the Dance Floor x Dangerous
Blood on the Dance Floor x Dangerous (The White Panda Mash-Up), a menudo cortado como "Blood on the Dance Floor x Dangerous", es una canción del cantante estadounidense Michael Jackson. Un mash-up de The White Panda, fue lanzado el 6 de septiembre de 2017 como el primer sencillo del álbum recopilatorio y póstumo Scream.

## Antecedentes y lanzamiento
En septiembre de 2017, Sony Music Entertainment anunció que lanzaría un álbum recopilatorio titulado Scream el 29 de septiembre de 2017.
El 6 de septiembre de 2017, para la promoción del álbum, la pista "Blood on the Dance Floor x Dangerous (The White Panda Mash-Up)" se estrenó a través de Shazam en todo el mundo. El mismo día, se convirtió en el sencillo principal del álbum como descarga digital en iTunes y Amazon. También se lanzó en la mayoría de las plataformas de transmisión de música china Tencent y NetEase Music el mismo día.
Es un mash-up compuesto por cinco canciones de Michael y The Jacksons: "Blood on the Dance Floor", "Dangerous", "This Place Hotel", "Leave Me Alone" y "Is It Scary" remezclado por el dúo de música dance White Panda.

## Resultado comercial
La canción no apareció en las listas de música mayoritarias en 2017. En diciembre de 2017, fue lanzada para clubes en los Estados Unidos, la canción debutó en el puesto 47 en la lista Billboard Dance Club Songs el 10 de febrero de 2018, y se convirtió en la canción 25 de Michael en aparecer en la lista.

## Posicionamiento en listas
| Posicionamiento en lista (2018) | Posición máxima |
| ------------------------------- | --------------- |
| US Dance Club Songs (Billboard) | 41              |

- Datos: Q48817234